# Bellator 109
Bellator CIX é um evento de artes marciais mistas promovido pelo Bellator MMA, é esperado para ocorrer em 22 de novembro de 2013 no Sands Casino Event Center  em Bethlehem, Pennsylvania.

## Background
O evento contará com as Finais dos Torneios dos Leves e Meio-Médios.
O Campeão Peso Médio Alexander Shlemenko fará sua segunda defesa de título contra Doug Marshall nesse evento.